# Magdeleine Goüin
Pour les autres membres de la famille, voir Famille Goüin.
Magdeleine Goüin, comtesse de Ganay, est une pilote automobile, aviatrice et philanthrope française, née à Paris le 2 mars 1901 et morte à Casablanca (Maroc) le 30 juin 1949.

## Biographie
Magdeleine Goüin est la fille d'Édouard Goüin et de Suzanne du Buit (future comtesse de Ségur-Lamoignon), ainsi que la sœur de Henry Goüin. Elle épouse en 1919 le comte Bernard de Ganay,, officier de cavalerie, président des polos de France et administrateur de sociétés (Crédit mobilier français, Compagnie des Hauts-Plateaux indochinois, etc), fils du marquis Jean de Ganay et de Berthe de Béhague. Ils seront notamment les grands-parents de Thierry de Ganay et de Christine de Ganay, épouse de Pal Sarkozy (d'où Olivier Sarkozy), puis de Frank G. Wisner,.

### Championne automobile
Pilote de courses automobiles, elle remporte le Rallye Paris - Saint-Raphaël Féminin en 1930 au volant d'une Renault Reinastella type RM.
L'année suivante, elle termine deuxième au Rallye Paris-Amsterdam derrière Suzanne Deutsch de La Meurthe. Elle y remporte le premier prix dans l'épreuve de régularité.
En 1932, elle devient vice-présidente de l'Automobile-Club Féminin de France (alors présidé par la duchesse d'Uzès), chargée plus particulièrement des questions sportives. Fonctions qu'elle conserve sous la présidence de la duchesse de Gramont.

### L'aéronautique
La comtesse de Ganay est membre de la Section féminine de l'Aéro-club de France (ACF) depuis 1928 et du Roland-Garros, groupement d'aviation privée de l'Aéro-club de France.
Elle assiste au rallye féminin d'aviation de Deauville, première manifestation aérienne officielle organisée par la Section féminine de l'Aéro-club de France (1933). Elle est dans le Farman Gnome et Rhône « Joe II » piloté par Maryse Hilsz lorsqu'elle remporte la Coupe de Montigny avec la Section féminine de l'ACF au cours du Rallye aérien de Boulogne-sur-Mer.
Elle est membre du jury du concours d'élégance de la Journée du Tourisme, organisée par l'Aéro-club de France.

### Œuvres de charité et de bienfaisance
Très impliquée dans les œuvres de charité et de bienfaisance, elle crée et anime le « Thé Rosy », des thés de gala de charité, qui peuvent se dérouler dans les grands salons ou hôtels (hôtel George-V, etc) parisiens,,, dont les importants fonds récoltés étaient reversés au profit de l'Œuvre des Infirmières visiteuses de France, fondée par sa belle-mère la marquise de Ganay, ou bien du dispensaire de la Fondation Nelly-Martyl du no 129 rue de Belleville, reconnu d'utilité publique, qu'elle a fondé avec Nelly Martyl en 1929.
Elle préside également le comité de propagande de l'union nationale « Le Terrain humain et la maladie », ligue nationale pour l'amélioration physique et morale des hommes par le dépistage, le traitement et la prophylaxie des maladies héréditaires et de leurs complications générales.
En juin 1926, elle est l'une des organisatrices de la grande nuit de Paris, instaurée à l'hôtel Claridge par Femina et Le Figaro, avec la haute couture parisienne, afin de récolter des fonds pour les œuvres de bienfaisance.

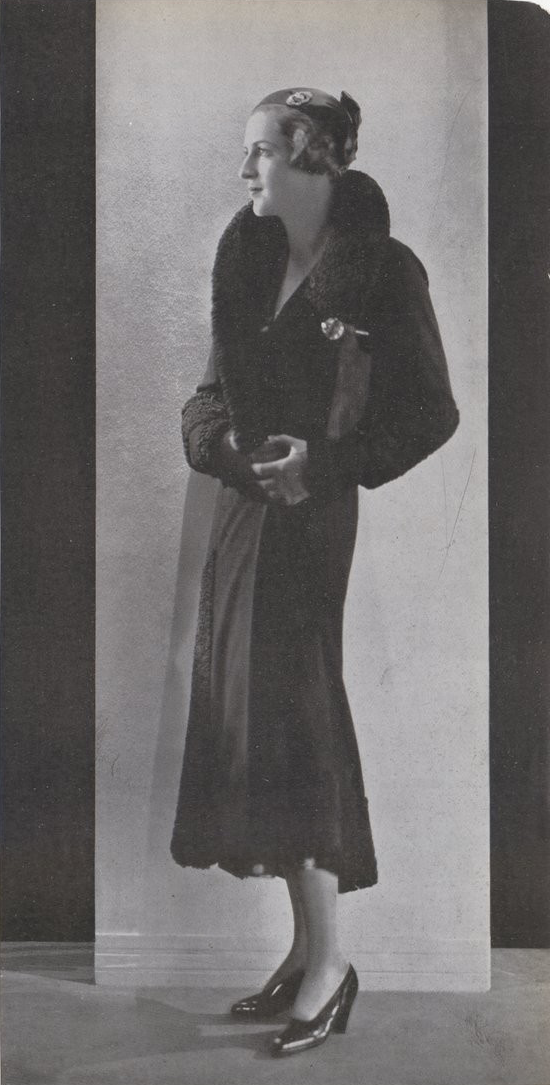
La comtesse Bernard de Ganay, dans le magazine Vogue de janvier 1931.
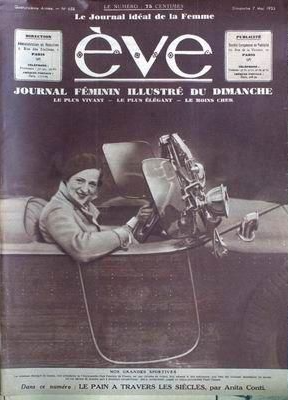
La comtesse de Ganay, vice-présidence de l'Automobile club féminin, au volant de sa Renault Reinastella, en une du Ève no 658 du 7 mai 1933.
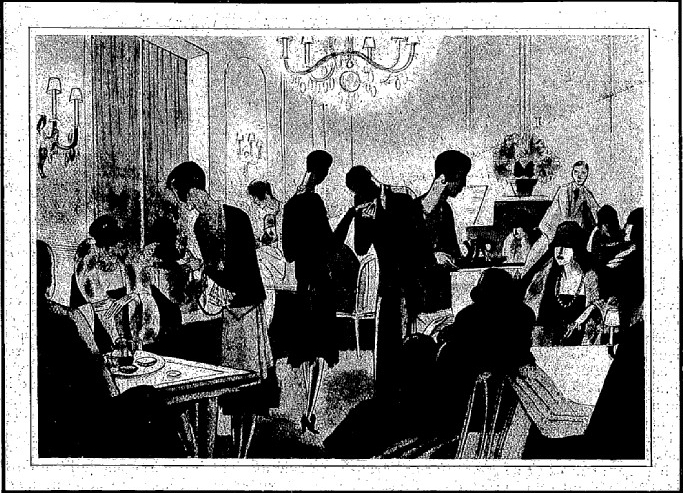
Le Thé Rosy, dans le magazine Femina en 1926.
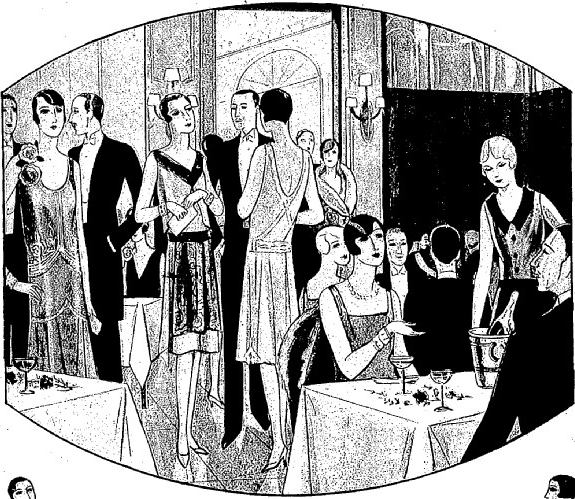
Le Thé Rosy, dans le magazine Femina en 1927.
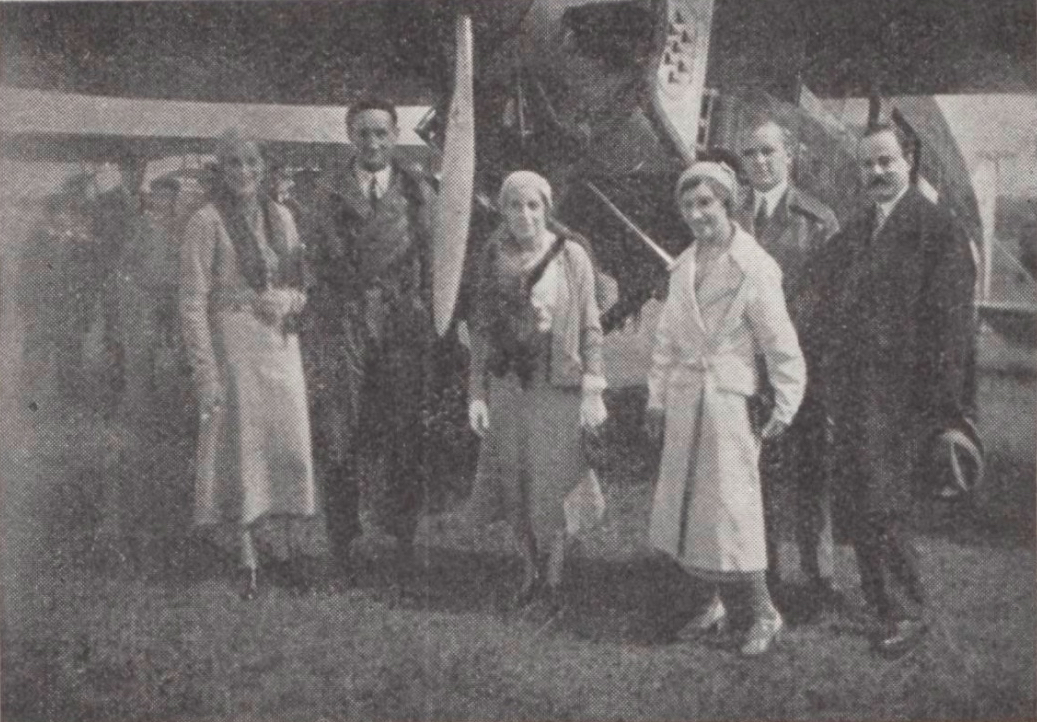
Suzanne Deutsch de La Meurthe, avec à sa droite le pilote Lasne et la comtesse de Ganay, à sa gauche Mme Jaffeux, Serge Kiriloff, Chollat, devant l'Icare-III, à Saint-Quentin.

## Palmarès

### Rallye
- Vainqueur du Rallye Paris - Saint-Raphaël Féminin en 1930, sur Renault Reinastella type RM ;
- Deuxième du Rallye Paris-Amsterdam en 1931 sur Renault Reinastella.

## Sources
- « La comtesse Bernard de Ganay - vice-présidente de l'Automobile-club féminin », Ève, 1933
- Le Figaro artistique, Volume 7, 1930
- The New York Times Book Review, Volume 98, 1993